# James Peace
Pour les articles homonymes, voir Peace.
 (janvier 2025).
La mise en forme du texte ne suit pas les recommandations de Wikipédia : il faut le « wikifier ».
Les points d'amélioration suivants sont les cas les plus fréquents :
- Les titres sont pré-formatés par le logiciel. Ils ne sont ni en capitales, ni en gras.
- Le texte ne doit pas être écrit en capitales (les noms de famille non plus), ni en gras, ni en italique, ni en « petit »…
- Le gras n'est utilisé que pour surligner le titre de l'article dans l'introduction, une seule fois.
- L'italique est rarement utilisé : mots en langue étrangère, titres d'œuvres, noms de bateaux, etc.
- Les citations ne sont pas en italique mais en corps de texte normal. Elles sont entourées par des guillemets français : « et ».
- Les listes à puces sont à éviter, des paragraphes rédigés étant largement préférés. Les tableaux sont à réserver à la présentation de données structurées (résultats, etc.).
- Les appels de note de bas de page (petits chiffres en exposant, introduits par l'outil «  Source ») sont à placer entre la fin de phrase et le point final[comme ça].
- Les liens internes (vers d'autres articles de Wikipédia) sont à choisir avec parcimonie. Créez des liens vers des articles approfondissant le sujet. Les termes génériques sans rapport avec le sujet sont à éviter, ainsi que les répétitions de liens vers un même terme.
- Les liens externes sont à placer uniquement dans une section « Liens externes », à la fin de l'article. Ces liens sont à choisir avec parcimonie suivant les règles définies. Si un lien sert de source à l'article, son insertion dans le texte est à faire par les notes de bas de page.
- La présentation des références doit suivre les conventions bibliographiques. Il est recommandé d'utiliser les modèles {{Ouvrage}}, {{Chapitre}}, {{Article}}, {{Lien web}} et/ou {{Bibliographie}}. Le mode d'édition visuel peut mettre en forme automatiquement les références.
- Insérer une infobox (cadre d'informations à droite) n'est pas obligatoire pour parachever la mise en page.

Pour une aide détaillée, merci de consulter Aide:Wikification.
Si vous pensez que ces points ont été résolus, vous pouvez retirer ce bandeau et améliorer la mise en forme d'un autre article.

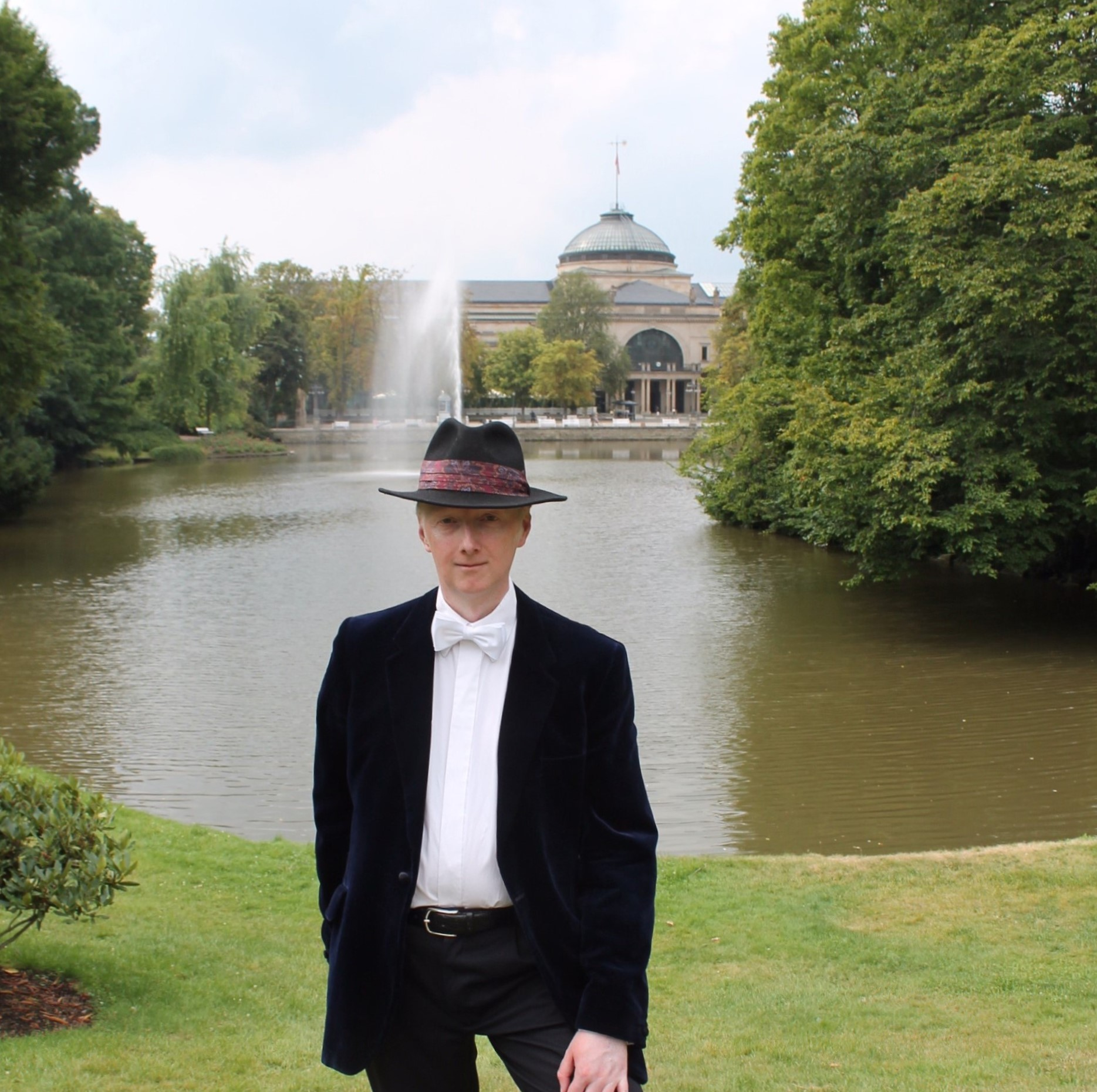
James Peace à Wiesbaden.

Kenneth James Peace, né le 28 septembre 1963 à Paisley, Écosse, est un compositeur, pianiste de concert et dessinateur.

## Biographie
Kenneth James Peace est né le 28 septembre 1963 à Paisley, en Écosse,. Il passe la plus grande partie de son enfance et de sa jeunesse à Helensburgh, une ville côtière non loin de Glasgow. Il compte plusieurs artistes dans sa famille (parmi eux, John McGhie), et il a des liens avec Félix Burns, un compositeur célèbre de musique de danse de la première moitié du xxe siècle,. Il commence le piano et compose ses premières œuvres à l’âge de huit ans. Sa première apparition en public au piano a lieu alors qu’il a quatorze ans, il joue la musique de Scott Joplin. Deux ans plus tard, à l'âge de seize ans, il commence ses études à l'Académie royale de musique et d’art dramatique d’Écosse (aujourd’hui The Royal Conservatoire of Scotland). Il est dans l’histoire de cette institution le plus jeune étudiant à suivre les cours professionnels,,,. En 1983, il obtient un Bachelor of Arts de l’Université de Glasgow en interprétation et en enseignement du piano,. L’année suivante, il joue le premier Concert de Piano de Mendelssohn avec l’orchestre RSAMD. Une exécution ultérieure de ce concert lui a valu un Diplôme d'interprétation de la RSAMD,. Entre 1988 et 1991, il vit à Edimbourg,.
Après avoir déménagé à Bad Nauheim (Allemagne), en 1991, il fait sa première apparition allemande à Friedberg en 1992 et s’occupe de façon continue du tango,,. En 2001, il enregistre l’album « Tango escocés », ses propres compositions inspirées du tango,,. En 2002, il est nommé membre ( « Fellow ») du Victoria College of Music, et à l’automne de la même année il entame une tournée de concerts en Extrême-Orient. Il interprète son Tango XVII pour la première fois à Hong Kong,,,,.
Au cours des années suivantes, il joue ses propres tangos, entre autres dans des capitales européennes : Amsterdam, Athènes, Berlin, Bruxelles, Helsinki, Lisbonne, Londres, Madrid, Oslo, Reykjavik et Vienne.
Ses réalisations dans le domaine du tango lui valent d'être membre ( « Fellow » ) du London College of Music en octobre 2008,.
Après un court séjour à Edimbourg, il s’installe en février 2010 à Wiesbaden (Allemagne) où il découvre son amour pour le cinéma,. Parmi ses courts métrages se trouve le documentaire K. James Peace à Wiesbaden,.

## Prix et distinctions
●     Harmony and Counterpoint Prize (harmonie et contrepoints rigoureux): Premier prix, Glasgow 1983
●     Agnes Millar Prize (lecture à vue): Premier prix, Glasgow 1983
●     Dunbartonshire EIS Prize (accompagnement piano): Premier prix, Glasgow 1884
●     Prix « Sibelius », 1985
●     Concours International de Composition, TIM: Diplôme honorifique décernée pour ses premiers deux tangos, Rome 2000,,
●     Fondation IBLA: Diplôme honorifique décernée pour ses tangos op.26, New York 2002,,
●     International Piano Duo Association: Médaille d’honneur, Tokyo 2002,,,,,
●      Académie International de Lutèce: Médaille d’or, Paris 2005,

## Œuvres principales
●     Le chute de l’eau, op.3, pour flûte et piano
●     Idylls, op.4, pour cor anglais (solo)
●     Aubade, op.9, pour cor anglais et orchestre à cordes
●     Lento Lacrimoso, op.10, pour cello et piano
●     Feuilles oubliées, op.12, pour cello et orchestre
●     Sonate pour hautbois, op.16, pour hautbois et piano
●     Ballade Symphonique, op.18, pour orchestre
●     Marche Solennelle №1, op.19, pour orchestre et orgue
●     Marche Solennelle №2, op.23, pour orchestre
●     Or d’Automne, op.25, pour clarinette et quatuor à cordes
●     Chant éternel, op.32, pour soprano et orchestre
●     24 Tangos pour piano solo,,,